# KM3NeT
O Cubic Kilometre Neutrino Telescope, ou KM3NeT, é uma infraestrutura de pesquisa europeia localizada no fundo do Mar Mediterrâneo. Ele abriga telescópios submarinos de neutrinos via luz Cherenkov projetados para detectar e estudar neutrinos de fontes astrofísicas distantes, assim como da nossa própria atmosfera, contribuindo significativamente para o conhecimento em astrofísica e física de partículas. 
Conjuntos de milhares de módulos de sensores ópticos detectam a tênue luz Cherenkov no fundo do mar proveniente de partículas carregadas originadas de colisões de neutrinos com a água ou rochas nas proximidades do detector. A posição e a direção dos módulos ópticos e o tempo de chegada da luz nos fotomultiplicadores internos são registrados com alta precisão. As trajetórias das partículas são reconstruídas a partir dessas medições.
O projeto KM3NeT prevê a construção de vários desses detectores nas profundezas do Mar Mediterrâneo ao longo da costa sul Europeia: o KM3NeT-Fr (na costa de Toulon, França) abriga o detector ORCA (Oscillation Research with Cosmics in the Abyss), o KM3NeT-It (na costa de Portopalo di Capo Passero, Sicília, Itália) abriga o detector ARCA (Astroparticle Research with Cosmics in the Abyss). Ambos os detectores estão coletando dados. O KM3NeT-Gr (na costa de Pylos, Peloponeso, Grécia) está disponível para expandir a infraestrutura de pesquisa do KM3NeT para uma próxima fase.
O projeto KM3NeT dá continuidade ao trabalho realizado para o telescópio de neutrinos ANTARES, operado na costa da França entre 2008 e 2022.
A supervisão, governança e gestão da implementação e operação do KM3NeT são conduzidas por uma colaboração internacional com envolvimento de mais de 68 instituições de 21 países de todo o mundo. A comunidade KM3NeT é composta por cerca de 360 cientistas, além de engenheiros e técnicos. 

## Objetivos científicos
Os principais objetivos  da Colaboração KM3NeT são:
1. A descoberta e subsequente observação de fontes de neutrinos de alta energia no Universo, investigando uma grande variedade de objetos cósmicos, como remanescentes de supernovas, explosões de raios gama, supernovas ou estrelas em colisão. Ao identificar neutrinos dessas fontes, o KM3NeT visa fornecer informações sobre as origens dos raios cósmicos e os mecanismos que geram alguns dos eventos mais extremos do Universo.
2. Investigações aprofundadas das propriedades fundamentais dos neutrinos, particularmente das oscilações dos neutrinos, e principalmente para determinar a ordem das massas dos neutrinos medindo as oscilações dos neutrinos atmosféricos. O aprimoramento da nossa compreensão da estrutura das massas dos neutrinos fornecerá informações cruciais sobre a natureza dos neutrinos e seu papel no Modelo Padrão da física de partículas .

Além desses objetivos científicos primários, o telescópio é uma ferramenta poderosa na busca por matéria escura no Universo. Além disso, a infraestrutura de pesquisa abriga instrumentação para outras ciências, como biologia marinha, oceanografia e geofísica, para monitoramento de longo prazo e em tempo real do ambiente marinho profundo e do fundo do mar em profundidades de vários quilômetros.
O detector ARCA é um telescópio de um quilômetro cúbico que busca fontes de neutrinos no cosmos . O detector ORCA é otimizado para medições das propriedades do próprio neutrino e, assim, investigar questões relacionadas à física de partículas .

## Estrutura e funcionamento

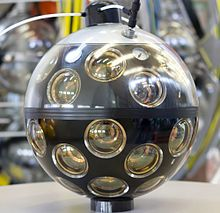
Módulo Óptico Digital (DOM) KM3NeT em laboratório

As infraestruturas na França e na Itália foram projetadas para conter quase 200.000 sensores de luz (tubos fotomultiplicadores, ou PMTs) distribuídos em três blocos: dois para KM3NeT/ARCA e um para KM3NeT/ORCA. Um bloco é composto por 115 linhas verticais flexíveis - ou unidades de detecção (DUs) - ancoradas no fundo do mar. Cada linha de detecção suporta 18 módulos de sensores esféricos resistentes à pressão e cada módulo óptico contém 31 tubos fotomultiplicadores. Cada bloco constitui, portanto, uma malha tridimensional de fotossensores que podem ser usados para detectar a luz Cherenkov produzida por partículas relativísticas emergentes de interações de neutrinos. 
O local do KM3NeT-It que hospeda o detector ARCA se encontra a uma profundidade de 3450 m. É otimizado para a detecção de neutrinos cósmicos de alta energia na faixa TeV–PeV, espaçando amplamente os módulos ópticos: os 18 módulos são aproximadamente igualmente espaçados em linhas que têm cerca de 700 m de comprimento e espaçados cerca de 90 m de distância.
O local do KM3NeT-Fr que hospeda o detector ORCA se encontra a uma profundidade de 2475 m. Os módulos ópticos mais próximos tornam o detector ORCA otimizado para a detecção de neutrinos na faixa de GeV. ORCA será composto por 115 linhas em uma malha triangular de 20 m, com espaçamento de 9 m entre os módulos ópticos em uma linha. No geral, o bloco tem cerca de 210 m de diâmetro e as linhas têm 200 m de comprimento.
A posição dos módulos e o tempo de chegada da luz nos fotomultiplicadores internos são medidos com alta precisão. Cada módulo óptico tem cerca de 44 centímetros (17 pol) de diâmetro, contém 31 tubos fotomultiplicadores de três polegadas e componentes eletrônicos de suporte, e é conectado à costa por meio de uma rede óptica de alta largura de banda.  Por meio de uma rede eletro-óptica de cabos e caixas de passagem no fundo do mar, os módulos ópticos são conectados a estações de controle em terra para fornecimento de energia elétrica, controle de detectores e transmissão de dados. 
Como as linhas com módulos ópticos se movem com as correntes no fundo do mar, a posição e a orientação dos módulos ópticos e, portanto, dos tubos fotomultiplicadores no interior são monitoradas dinamicamente usando um sistema acústico e um sistema de bússola, respectivamente.  Em cada módulo óptico são utilizados pulsadores de LED controlados para calibração de tempo. 
Na costa de cada local de instalação do KM3NeT, um conjunto de computadores realiza a primeira filtragem de dados, antes de transmitir os dados para um centro de dados do KM3NeT para armazenamento e análise posterior pelos cientistas.
A construção e a implantação de muitas das peças do detector são ilustradas em vários vídeos  .

## História da construção
O design do telescópio de neutrinos KM3NeT é muito modular e a construção é gradual. Em 2012, a implementação da instalação de pesquisa KM3NeT começou com a construção das infraestruturas do fundo marinho nos locais KM3NeT-Fr e KM3NeT-It. Um protótipo do módulo óptico KM3NeT coletou dados com sucesso durante cerca de um ano em 2013-2014 como parte do telescópio ANTARES .  No local do KM3NeT-It, um protótipo de linha coletou dados em 2014-2015, também durante cerca de um ano. 
A segunda fase da construção abrange a conclusão dos detectores ARCA e ORCA nos locais KM3NeT-It e KM3NeT-Fr, respectivamente. Entre 2017 e 2024, no local do detector ORCA, foram instaladas 24 linhas de detecção e, no local do detector ARCA, foram instaladas 33 linhas de detecção, portanto, no final de 2024, >10% do detector estava coletando dados. 

## Resultados científicos
Com as configurações parciais do detector, a colaboração KM3NeT já publicou alguns resultados interessantes em periódicos científicos revisados por pares, entre os quais:
Com apenas 6 linhas do detector ORCA, os parâmetros de oscilação atmosféricos foram medidos como sin 2 (θ 23 ) = 0.51+0.04
−0.05 e ∆m 2 31 = 2.18+0.25
−0.35 × 10 −3 eV 2 {\displaystyle \cup } { -2,25, -1,76 } × 10 −3 eV 2 a 68% CL. 
Uma busca por equivalentes de neutrinos foi realizada com dados do KM3NeT para a terceira série de observações dos interferômetros de ondas gravitacionais LIGO e Virgo em 2019-2020. Ambas as buscas não produziram excesso significativo para as fontes nos catálogos de ondas gravitacionais. Para cada fonte, foram definidos limites superiores para o fluxo de neutrinos e para a energia total emitida em neutrinos nas respectivas faixas de energia. Análises empilhadas de fusões de buracos negros binários e fusões entre estrelas de nêutrons e buracos negros também foram realizadas para obter limites sobre a emissão característica de neutrinos dessas categorias. 
Com 10 linhas de ORCA e 21 linhas de ARCA instaladas, um estudo de acompanhamento foi realizado para o fenômeno transiente extraordinariamente brilhante detectado pelo Monitor de Explosões de Raios Gama em 9 de outubro de 2022, pelo satélite Fermi . Nenhum evento candidato de neutrino foi encontrado em coincidência com o local da Explosão de Raios Gama. Foram apresentados limites superiores na emissão de neutrinos associados. 
Muitos outros estudos foram publicados sobre: decaimento invisível de neutrinos, neutrinos estéreis, interações de neutrinos além do modelo padrão, buscas por matéria escura, decoerência quântica em oscilações de neutrinos, múons atmosféricos, fluxo difuso de neutrinos, emissão de fonte pontual, galáxias Starburst, supernova de colapso de núcleo e análises combinadas com outros experimentos como JUNO e CTA . 
Além disso, com base em simulações detalhadas de Monte Carlo, as perspectivas dos detectores KM3NeT ORCA e ARCA foram apresentadas em diversas publicações.  
Uma lista completa de artigos científicos e técnicos do KM3NeT pode ser encontrada no INSPIRE-HEP  . O KM3NeT está empenhado em publicar seus resultados em periódicos de acesso aberto.

## Relação com as instituições europeias
Em 2006, o KM3NeT foi incluído no roteiro do Fórum Estratégico Europeu sobre Infraestrutura de Pesquisa (ESFRI), que reconheceu como prioridade a infraestrutura de pesquisa do KM3NeT para as necessidades científicas da Europa pelos próximos 10 a 20 anos. O apoio foi renovado pelo Conselho da União Europeia para o período 2019-2026, permitindo, por exemplo, lançar o projeto KM3NeT-INFRADEV2 (2023-2025) para a implementação plena da infraestrutura de pesquisa KM3NeT  .
O KM3NeT se beneficiou de vários financiamentos por meio de programas europeus de pesquisa e inovação, incluindo o Horizonte 2020 e o Horizonte Europa . Juntamente com isto, a implementação dos locais de instalação do KM3NeT também se beneficiou de financiamento através do Fundo Europeu de Desenvolvimento Regional ( FEDER ), confirmando o potencial económico, social e territorial do KM3NeT a nível regional.
Por fim, o KM3NeT participou de muitos projetos europeus, liderados por parceiros da Colaboração. Por exemplo, o KM3NeT participa da rede EMSO, fornecendo acesso de longo prazo para pesquisas em ciências da Terra e do Mar. O KM3NeT participou do projeto ASTERICS,  e ainda participa da iniciativa europeia EOSC para a Ciência Aberta, bem como do projeto relacionado ESCAPE.  Por último, mas não menos importante, o KM3NeT também está envolvido na ciência cidadã, sobretudo através do projeto REINFORCE. 

## Rede Global de Neutrinos
Juntamente com ANTARES, Baikal, IceCube, P-ONE e RNO-G, KM3NeT faz parte da Rede Global de Neutrinos  .